# Lehstenmühle
Lehstenmühle ist ein Gemeindeteil der Stadt Schauenstein im Landkreis Hof (Oberfranken, Bayern). Lehstenmühle liegt in der Gemarkung Schauenstein.

## Geografie
Die Einöde liegt an der Selbitz. Unmittelbar südlich mündet der Lehstenbach als linker Zufluss in die Selbitz.  Im Süden jenseits des Lehstenbachs steigt das Gelände zu einer Erhebung im Lehstenwald an (597 m ü. NHN). Hier gibt es einen Felshang, der als Geotop ausgezeichnet ist. Ein Anliegerweg führt nach Schauenstein zur Kreisstraße HO 26 (0,3 km nordöstlich).

## Geschichte
Lehstenmühle gehörte zur Realgemeinde Schauenstein. Gegen Ende des 18. Jahrhunderts bestand Lehstenmühle aus einem Anwesen. Die Hochgerichtsbarkeit hatte das bayreuthische Vogteiamt Schauenstein. Das Kastenamt Kulmbach war Grundherr der Mühle.
Von 1797 bis 1810 unterstand Lehstenmühle dem Justiz- und Kammeramt Naila. Infolge des Ersten Gemeindeedikts wurde Lehstenmühle dem 1812 gebildeten Steuerdistrikt Schauenstein und der zugleich entstandenen Ruralgemeinde Schauenstein zugewiesen.

### Baudenkmäler
In Lehstenmühle gibt es drei Baudenkmäler:
- Haus Nr. 1: Lehstenmühlgut
- Brücke aus dem 18. Jahrhundert
- Kanal

### Einwohnerentwicklung
| Jahr      | 001819 | 001861 | 001871 | 001885 | 001900 | 001925 | 001950 | 001961 | 001970 | 001987 | 002006 |
| Einwohner | *      | 9      | 7      | 5      | 5      | 18     | 19     | 10     | 4      | 4      | 2      |
| Häuser    |        |        |        | 1      | 1      | 2      | 2      | 1      |        | 1      |        |
| Quelle    | [ 5 ]  | [ 9 ]  | [ 10 ] | [ 11 ] | [ 12 ] | [ 13 ] | [ 14 ] | [ 15 ] | [ 16 ] | [ 17 ] |        |

## Religion
Lehstenmühle ist evangelisch-lutherisch geprägt und bis heute nach St. Bartholomäus (Schauenstein) gepfarrt.